# Düwag

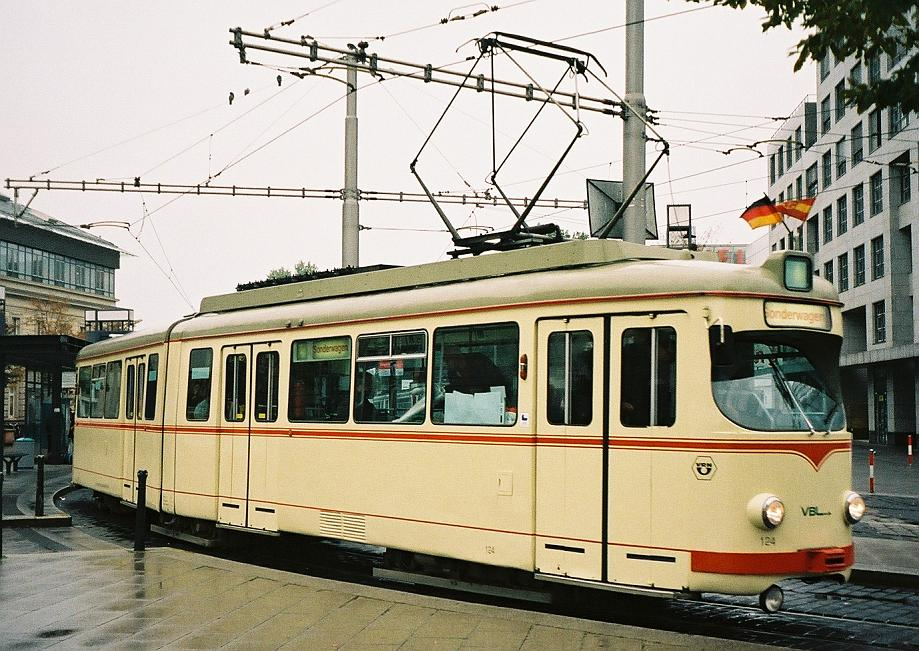
Düwag-gelede tram uit de jaren zestig in Mannheim.

Düwag en na 1981 Duewag (Düsseldorfer Waggonfabrik) was een van de belangrijkste fabrikanten van railvoertuigen in Duitsland. Sinds 1999 wordt door eigenaar Siemens de originele naam niet meer gebruikt, onder Siemensvlag zijn de Combino en Avenio de bekendste producten. Bekende series trams onder de eigen naam zijn de Eenheidswagens en de serie M/N.

## Geschiedenis
In 1898 werd in Uerdingen, tegenwoordig een stadsdeel van Krefeld, de Waggonfabrik Uerdingen AG opgericht. Na de overname van de Düsseldorfer Waggonfabrik in 1935 richtte Uerdingen zich op de bouw van spoorwegmaterieel, terwijl in Düsseldorf voertuigen voor het stadsvervoer, met name trams werden gebouwd. In de jaren zestig had Düwag in West-Duitsland een zeer sterke positie in de markt voor trams. In bijna alle Duitse steden met een trambedrijf waren Düwag-trams te vinden. Vooral de ‘Düwag-Einheitswagen’, deze Düwag-Eenheidswagen, is voor de ontwikkeling van het openbaar stadsvervoer van grote betekenis geweest. Sinds 1981 heette het bedrijf officieel DUEWAG AG. In 1989 werd DUEWAG AG aan het Siemens-concern verkocht.

### Vervolgontwikkelingen
Al vanaf 1965 ging DÜWAG zich ook op de markt voor Stadtbahn-trams bewegen.
- In Frankfurt was het openbaarvervoerbedrijf het eerste dat DÜWAG Stadtbahnwagens aanschafte. Dit type, U2 genoemd, was zesassig maar had de lengte van een achtassige stadstram en een breedte van 2,65 meter. Er kon gekoppeld mee worden gereden en deze wagens hadden een hoge vloer zodat, daar waar passagiers vanaf straatniveau moesten opstappen, enkele traptredes werden in- en uitgeklapt. Het U2 type was een geslaagd exportproduct. Naar Duits model gebouwde Stadtbahnen kochten ook dit model zodat zij in dienst kwamen in Edmonton, Calgary en San Diego.
- Stadtbahnwagens ‘type B’ (een technische doorontwikkeling van het Frankfurtse model U2) kwamen onder meer in dienst in Essen, Keulen en Bonn.
- Een andere ontwikkeling, de Type M en N werden ook als Stadtbahnwagens aangeduid maar lijken uiterlijk sterk op klassieke trams. Deze kwamen in zogenaamde gemengde bedrijven – definitie: er zijn zowel klassieke straattrajecten als metro-achtige tunneltrajecten – in dienst, bijvoorbeeld in Essen, Mülheim, Bochum, Heidelberg, Nürnberg en Bielefeld.
- Voor de serie TW6000 bij de ÜSTRA in Hannover leverde DÜWAG 100 Stadtbahnwagens waarvan er enkele in Den Haag dienst hebben gedaan en doorverkocht zijn naar Boedapest. Het type GT8-100C/2S werd vanaf 1991 aan het openbaarvervoerbedrijf van Karlsruhe geleverd. Het betreft een totaal van 77 trams (in 4 series) die geschikt zijn voor twee stroomsystemen. Het type GT6-80C (ook voor Karlsruhe) heeft een grote gelijkenis met de Keulse Stadtbahnwagens type B.
- In Frankfurt kwam het DÜWAG Type P vanaf 1972 in dienst. Dit was ook een samenwerking met Siemens. Dit type was geschikt voor Stadtbahnlijnen en klassieke tramlijnen en was een langere achtasser dan DÜWAG tot dan bouwde (28,7 meter tegenover gemiddeld 25). Ondanks de technisch geslaagde uitvoering bestelden andere bedrijven dit type niet. De Haagse GTL-8 serie trams is wat betreft het voorfront geïnspireerd op het uiterlijk van dit tramtype.
- DÜWAG begaf zich ook succesvol op het terrein van de lagevloertram. DÜWAG trams van deze types werden in Frankfurt (Type R) geïntroduceerd.

Sinds 2002 is DÜWAG in zijn geheel door Siemens overgenomen; trams en Stadtbahnwagens worden nog steeds geproduceerd.

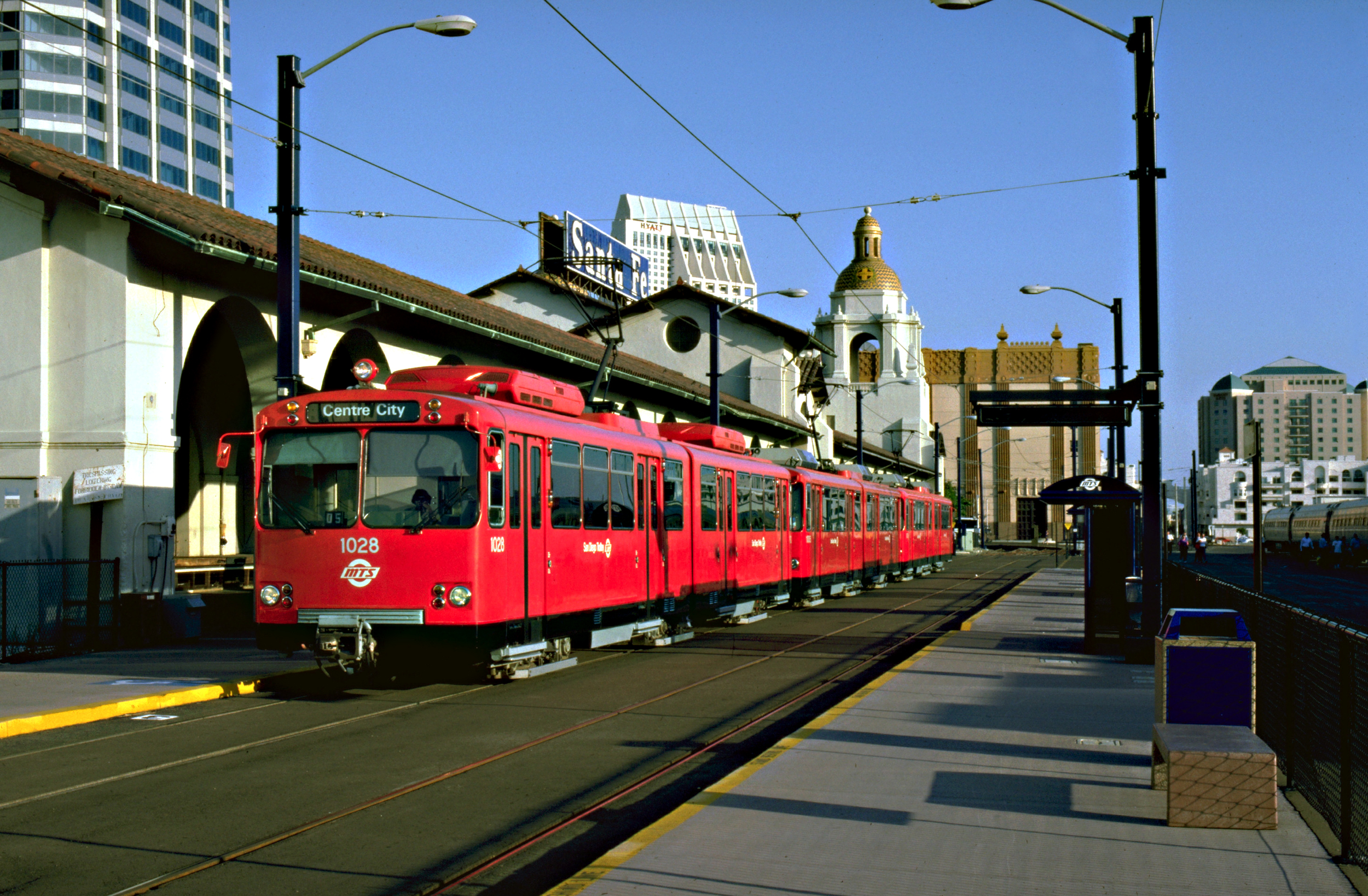
Stadbahn type U2 in San Diego, CA.
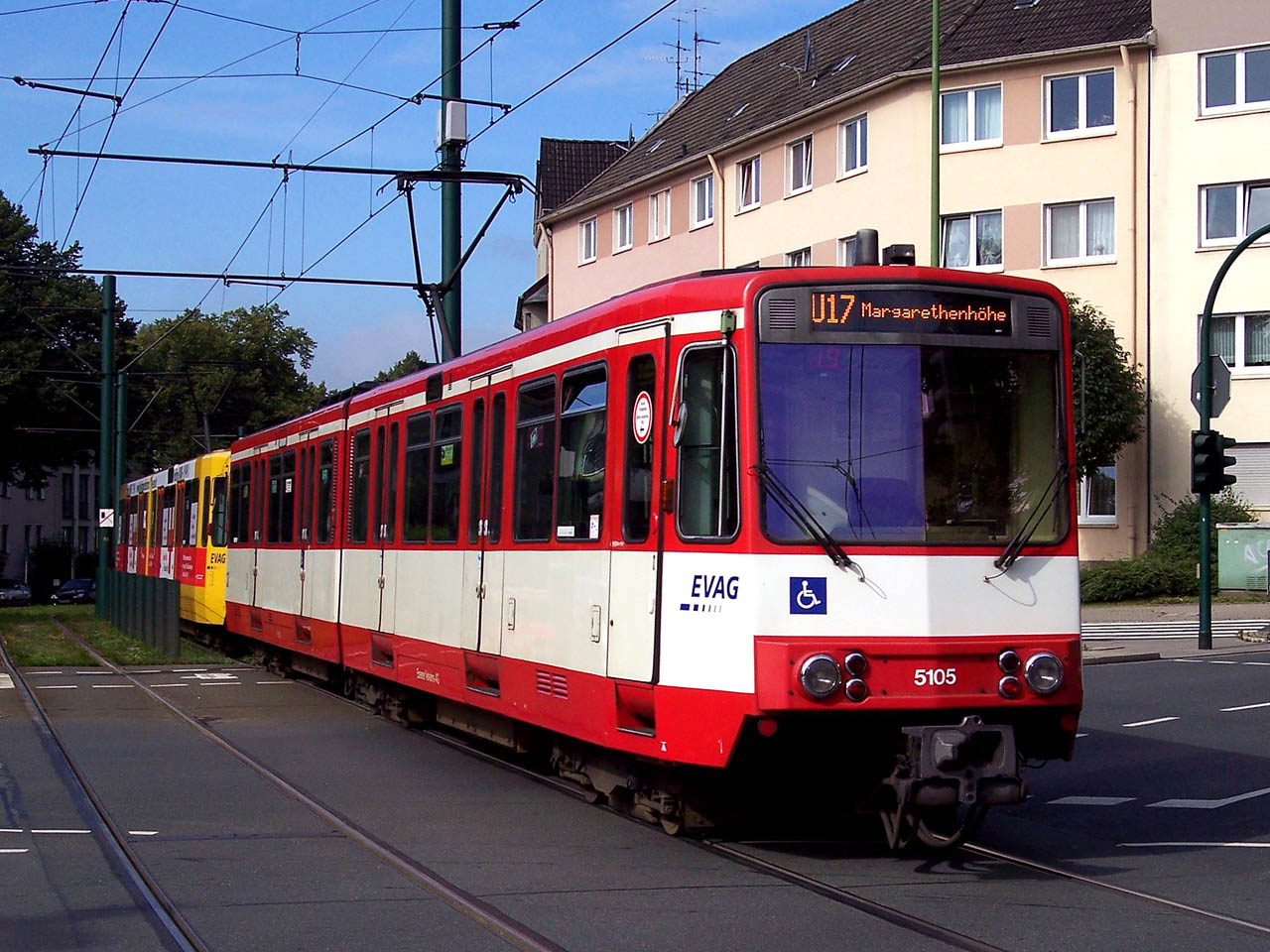
Stadtbahnwagen type B in Essen.
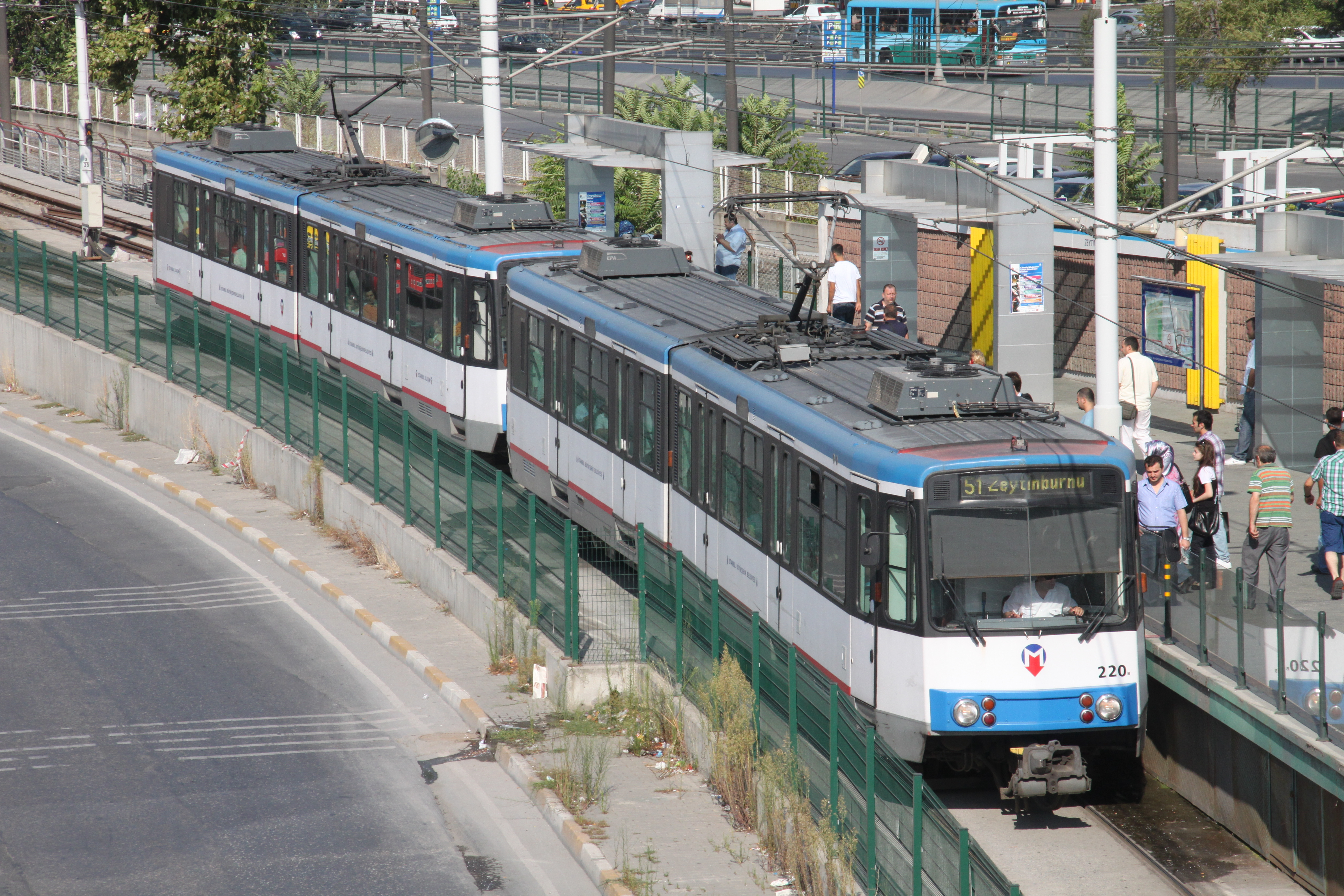
Trams van dit type werden aan Instanbul verkocht.
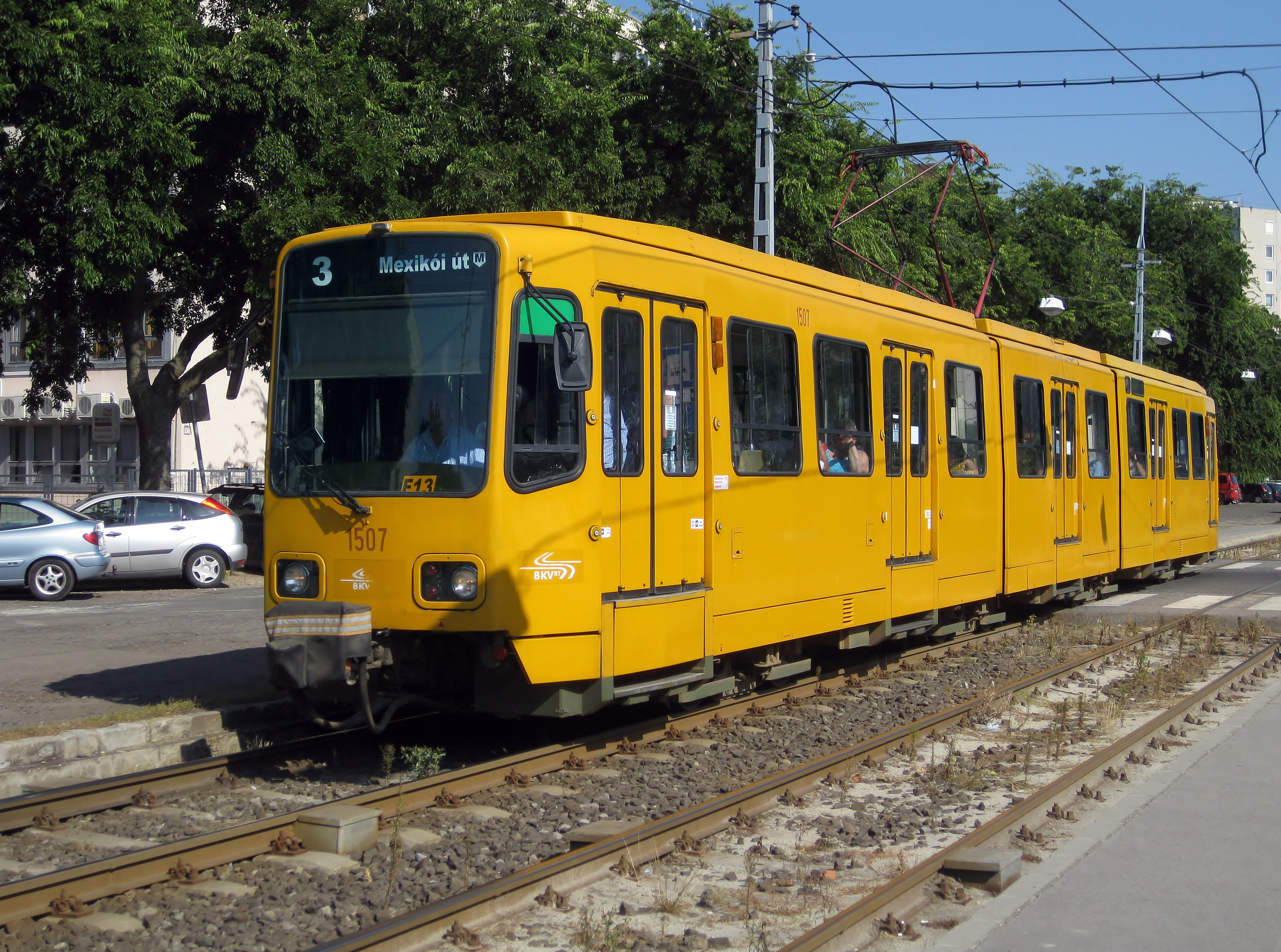
De TW6000-trams in Boedapest zijn gebouwd voor Hannover.
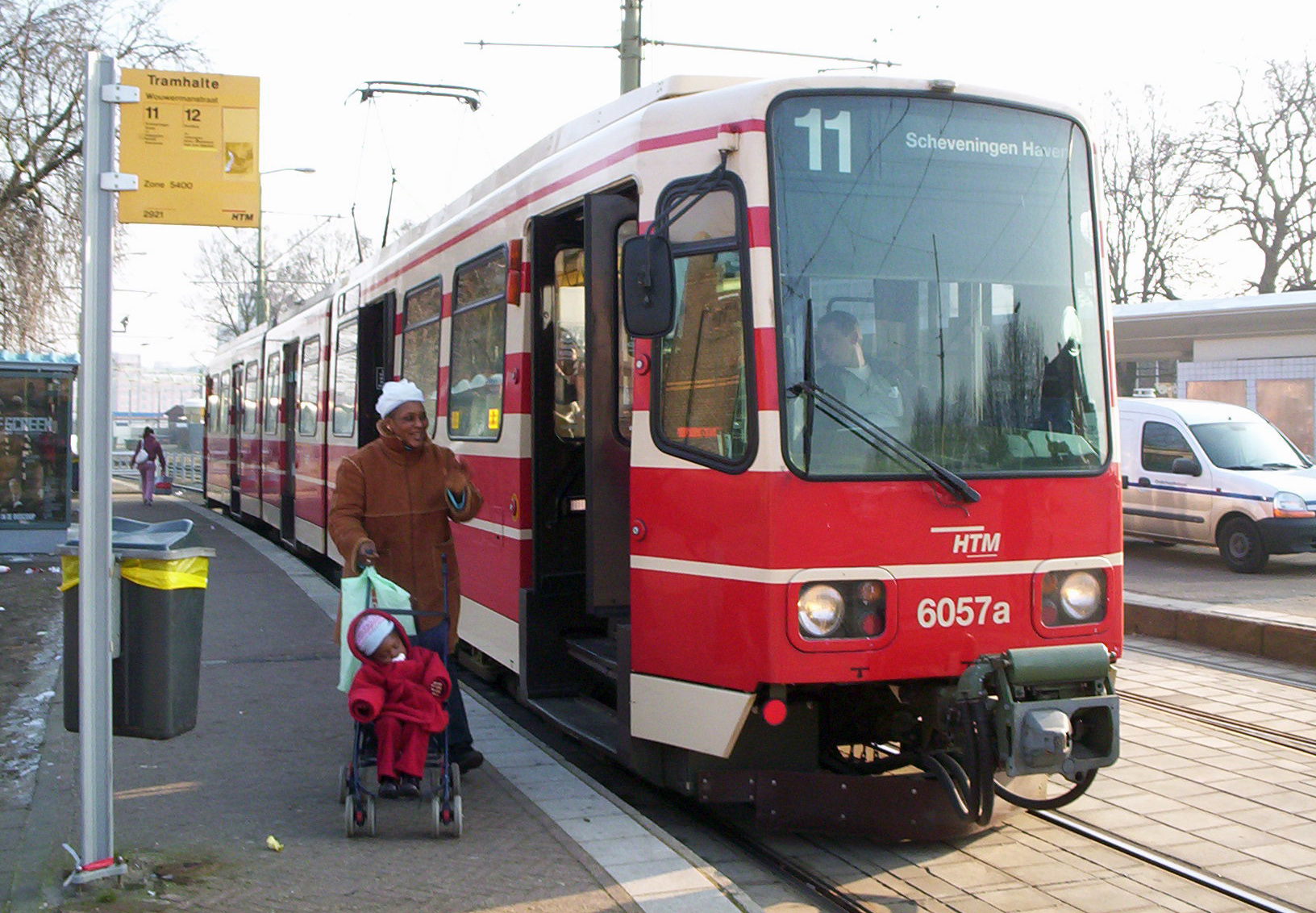
TW6000-trams reden bij de HTM op lijn 11, halte Wouwermansstraat.
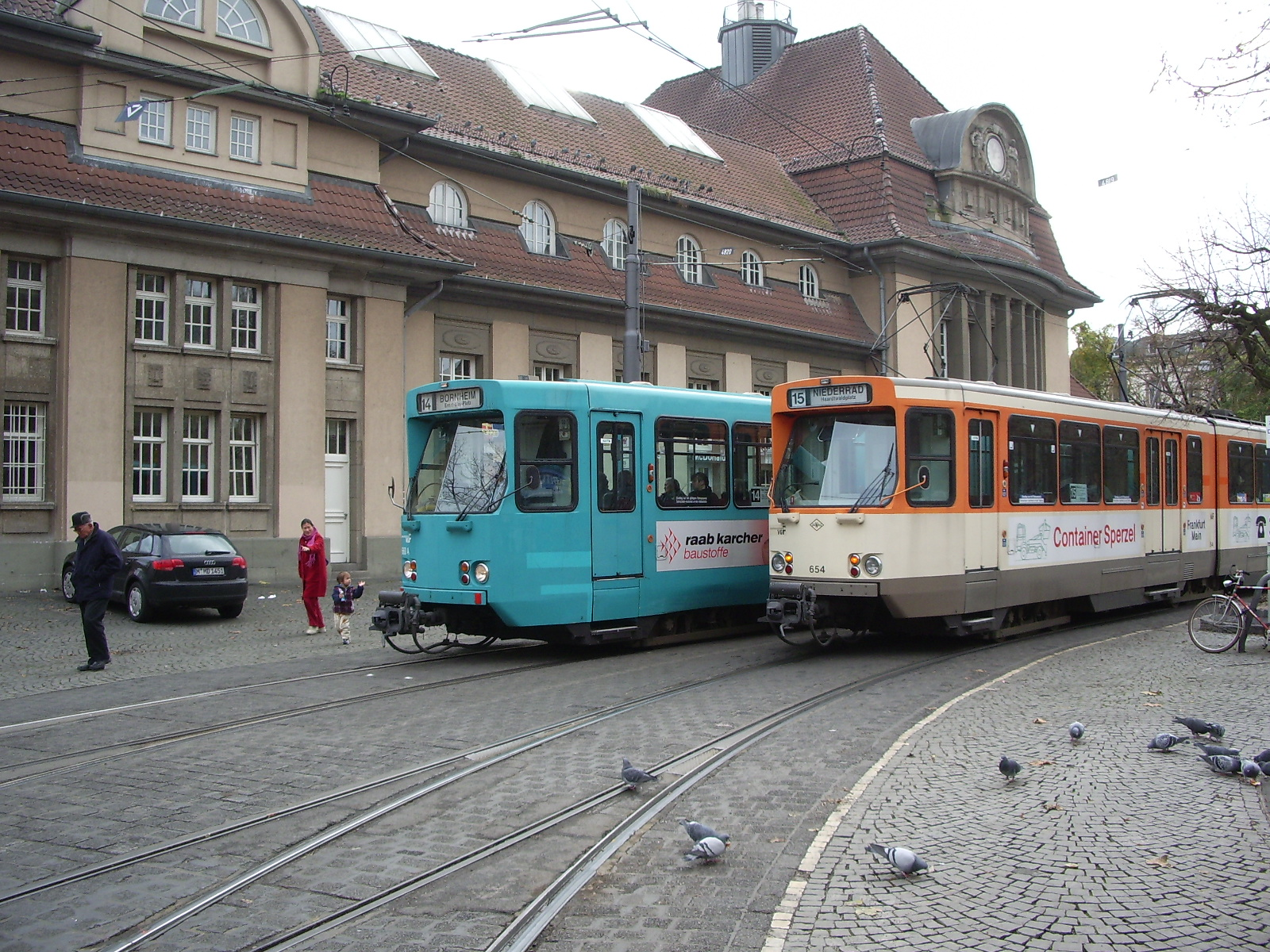
Twee uitvoeringen van type P in Frankfurt.
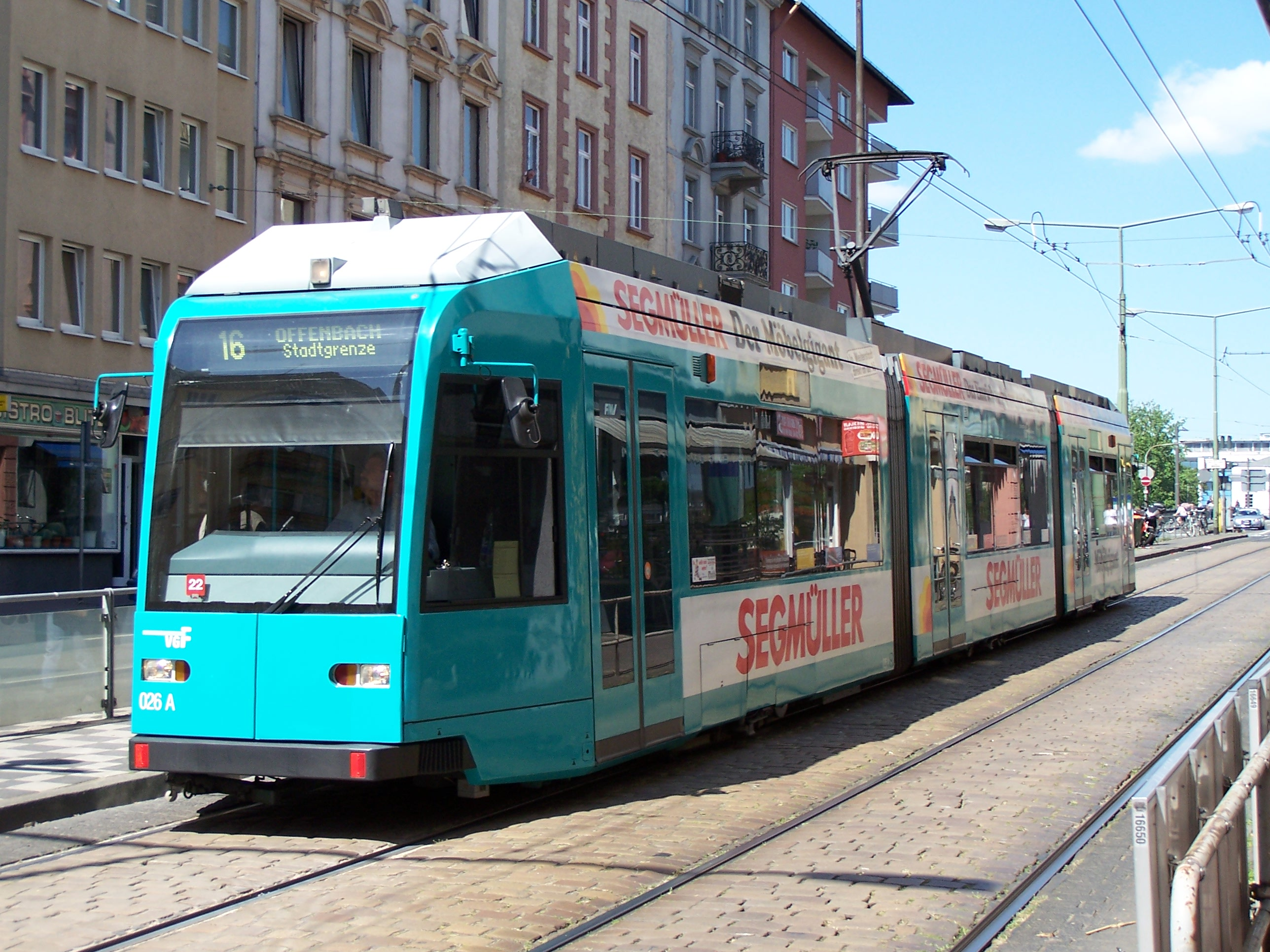
Type R in Frankfurt.

## Düwag-materieel in Nederland

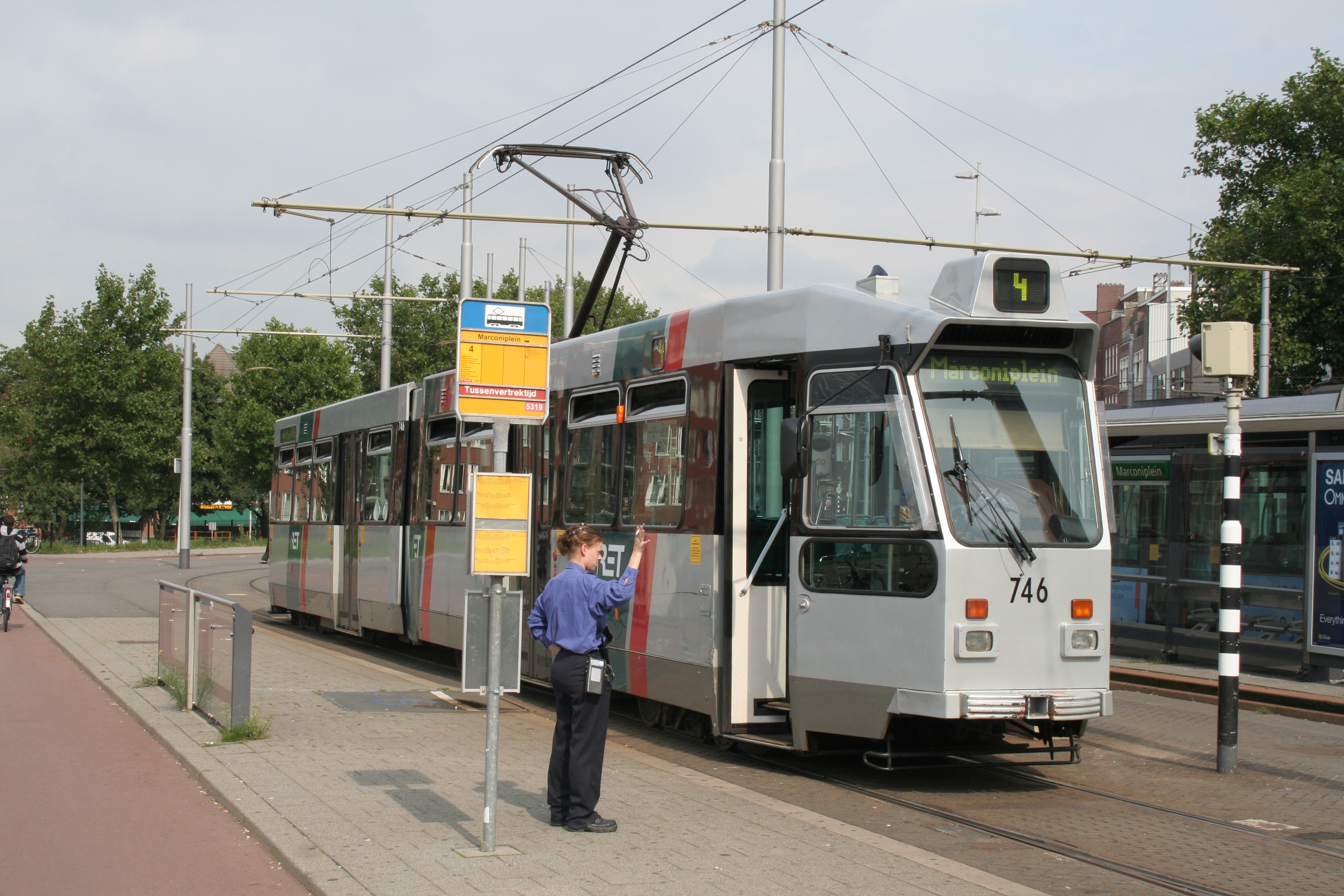
Een Rotterdamse ZGT (Zwevend Geleed Tramrijtuig) op lijn 4 (Marconiplein)

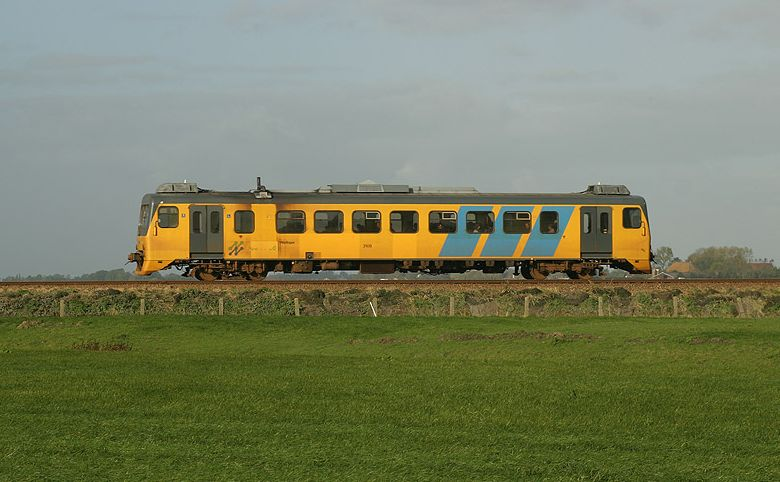
Een NS Wadloper voor de lijnen in Friesland en Groningen.

### Rotterdam
Sinds 1964 heeft de RET in Rotterdam gelede trams van Düwag in dienst gehad. Dit betrof de series 250/300/1300, 350, 601/650/1600, 700 en 800. Ook de middenbakken van de tot dubbelgelede verbouwde serie 251-274 kwamen in 1975 van Düwag. Ook een deel van de oudste Rotterdamse metrostellen uit de jaren 1974-'75 kwamen van deze fabriek. Dit betreft de serie 5100. Ook de serie 5200 uit 1981-84 komt van Düwag.

### Amsterdam
Voor de Amsterdamse tram werden in 1966-'67 de achterbakken van de serie 670-699 gebouwd. Ook de middenbakken van de tot dubbelgelede verbouwde serie 552-587 kwamen in 1972-'73 van Düwag, waarbij het de serie 852-887 werd. In de jaren 1999-2002 hebben drie trams van de serie GT10NC-DU uit Duisburg gereden.

### Den Haag en Houten
Voor de NS-tramlijn Houten - Houten Castellum schafte HTM in 2000 twee tweedehands TW6000-trams van de tram van Hannover aan, waarvan van 2001 tot 2008 een exemplaar werd ingezet, met de tweede als reserve. In 2002 stelde de HTM nog eens acht TW6000-trams uit Hannover in dienst op tramlijn 11 van het Haagse tramnetwerk. De trams waren nodig wegens een tekort aan materieel, maar door bezuinigingen werd in 2005 de inzet van deze trams alweer beëindigd.

### Nederlandse Spoorwegen
Voor de NS bouwde Düwag de serie 841-870, een serie van dertig treinstellen van het type Mat '64. In de jaren 1981-83 bouwde Duewag in totaal 50 dieselhydraulische motorrijtuigen en treinstellen, Wadlopers, voor inzet op de Noordelijke Nevenlijnen in Friesland en Groningen.